# Eoastrapostylops riolorense
Eoastrapostylops riolorense è un mammifero erbivoro estinto, appartenente ai meridiungulati. Visse nel Paleocene superiore (circa 59 - 56 milioni di anni fa) e i suoi resti fossili sono stati ritrovati in Argentina.

## Descrizione
Questo animale doveva essere di piccole dimensioni: il cranio era lungo 9 centimetri e la lunghezza totale probabilmente superava di poco il mezzo metro. Eoastrapostylops possedeva un muso corto; i canini erano ben sviluppati ma non erano ancora trasformati in grandi zanne (come invece avveniva in meridiungulati successivi come Trigonostylops), e le ossa nasali non erano arretrate (ciò indica l'assenza di una proboscide, tipica delle forme successive).
La dentatura di Eoastrapostylops richiama quella di animali vissuti in epoche successive, come Trigonostylops. Molari e premolari erano a corona bassa e di forma lofoselenodonte. I quarti premolari si erano molarizzati, mentre sia il quarto premolare superiore che il terzo molare superiore erano di forma triangolare ed erano sprovvisti di ipocono.

## Classificazione
Eoastrapostylops riolorense venne descritto per la prima volta nel 1981, sulla base di fossili ritrovati nella formazione Rio Loro della Provincia di Tucuman in Argentina. Gli autori della descrizione individuarono subito i tratti di un primitivo astrapoterio nei fossili, e quindi istituirono la famiglia Eoastrapostylopidae. 
Ricerche più recenti hanno messo in luce notevoli somiglianze tra la regione uditiva di Eoastrapostylops e quella dei condilartri arcaici e dei litopterni, mentre le strutture dell'orecchio non sono affatto simili a quelle di astrapoteri successivi come Trigonostylops e Astraponotus. Queste ricerche indicherebbero quindi che Eoastrapostylops era un rappresentante basale dei meridiungulati, differenziatosi prima della separazione tra astrapoteri, piroteri e notoungulati (Kramarz et al., 2017).